# Сант'Андреа (Месина)
Сант'Андреа је насеље у Италији у округу Месина, региону Сицилија.
Према процени из 2011. у насељу је живело 236 становника. Насеље се налази на надморској висини од 86 м.